# Adetus brasiliensis
Adetus brasiliensis là một loài bọ cánh cứng trong họ Cerambycidae.